# Волун (район)
Волу́н (кит. упр. 卧龙, пиньинь Wòlóng) — район городского подчинения городского округа Наньян провинции Хэнань (КНР). Название района означает «затаившийся дракон» и связано с тем, что до того, как стать одним из самых знаменитых военных и политических деятелей эпохи Троецарствия, Чжугэ Лян жил в этих местах уединённой жизнью; впоследствии землю, где он жил, стали называть «берегом затаившегося дракона».

## История
Ещё в эпоху Чжоу в этих краях было создано удельное владение Шэнь (申伯国), которое впоследствии было завоёвано царством Чу. В царстве Чу эти места получили название «земля Вань» (宛邑). После того, как царство Чу было завоёвано царством Цинь, в 272 году до н. э. был создан уезд Ваньсянь (宛县), в котором разместились власти Наньянского округа (南阳郡). Во времена диктатуры Ван Мана уезд Ваньсянь был переименован в Наньян (南阳县), но при империи Восточная Хань ему было возвращено прежнее название.
При империи Северная Чжоу уездный центр уезда Ваньсянь был разрушен, и власти переехали на новое место, поэтому уезд был переименован в Шанвань (上宛县, «верхний Вань»). При империи Суй в 583 году уезд Шанвань был переименован в Наньян.
Когда эти места оказались в составе чжурчжэньской империи Цзинь, то в 1226 году была создана область Шэньчжоу (申州), власти которой разместились в уезде Наньян. После монгольского завоевания область была поднята в статусе — так появилась Наньянская управа (南阳府), власти которой по-прежнему размещались в уезде Наньян. После Синьхайской революции в Китае была проведена реформа административного деления, и Наньянская управа была расформирована.
22 ноября 1949 года урбанизированная часть уезда Наньян была выделена в отдельный город Наньян.
В 1949 году был создан Специальный район Наньян (南阳专区), и эти места вошли в его состав. В 1960 году уезд Наньян был присоединён к городу Наньян, но в 1961 году они были вновь разделены. Впоследствии Специальный район Наньян был переименован в Округ Наньян (南阳地区).
В 1994 году решением Госсовета КНР был расформирован округ Наньян и создан Городской округ Наньян; на территориях бывшего города Наньян и бывшего уезда Наньян были образованы районы Ваньчэн и Волун в его составе.

## Административное деление
Район делится на 7 уличных комитетов, 8 посёлка и 3 волостей.